# Melese albogrisea
Melese albogrisea är en fjärilsart som beskrevs av Rothschild 1909. Melese albogrisea ingår i släktet Melese och familjen björnspinnare. Inga underarter finns listade i Catalogue of Life.